# Доброе (Владимир)
Доброе — восточная часть города Владимира, относится ко Фрунзенскому административному району. Сохраняет название старинного села, включённого в состав города в 1950 году.

## История

### Доброе село
Село впервые было упомянуто в 1478 году в жалованной грамоте митрополита Геронтия под названием Константиновское. Константино-Еленинский монастырь, давший название селу, существовал здесь ещё в XIII веке.

Монастырь являлся укреплённым форпостом левобережья Клязьмы на подступах к Владимиру. Село возникло из слободки при монастыре. Оно занимало склон высокой горы, к которой с юга примыкала луговая равнина, а с запада и востока — овраги, граничило с землями сёл Красного, Суромны, Боголюбова и Кусунова. 

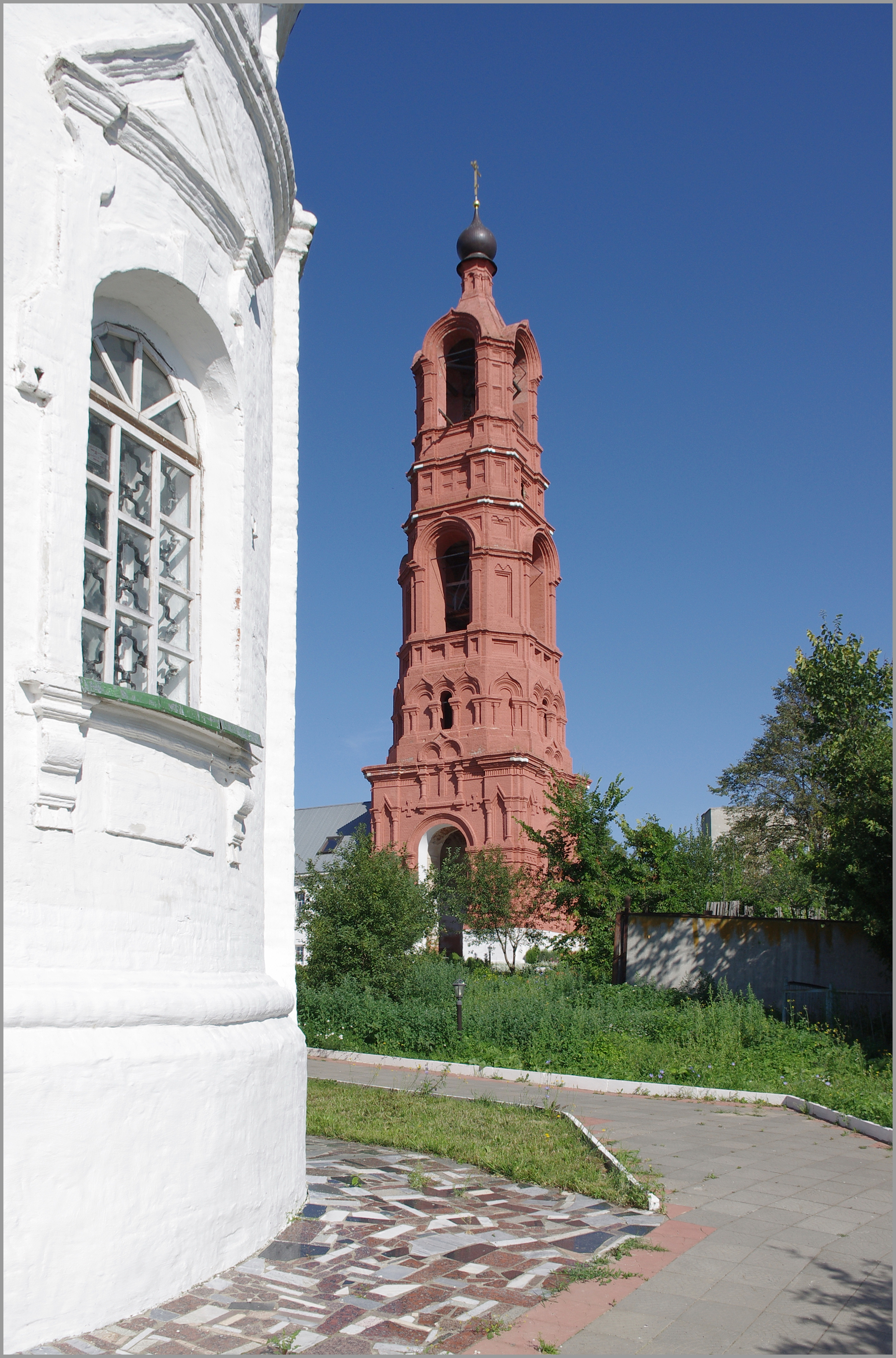
Колокольня Константино-Еленинской церкви (арх. Н. Д. Корицкий)

Под нынешним названием село известно с XVI века. Если верить преданию, то название Доброе появилось в 1552 году и связано с походом Ивана Грозного против казанских татар. Жители селения радушно, с хлебом-солью, по-доброму встретили русских воинов.
После упразднения в 1772 году Доброе оказалось в казённом ведомстве и получило (в качестве приходского храма) сохранившуюся от монастыря Константино-Еленинскую церковь, при которой в 1885 году была выстроена кирпичная колокольня.
В 1850-е годы через Доброе село была проложена шоссейная дорога из Владимира в Суздаль. В 1878 году в Добром насчитывалось 900 жителей, 161 двор, существовала церковно-приходская школа, мужская богадельня и народное училище. Согласно переписи 1897 года численность населения Доброго села составляла 1083 человека, в 1926 году насчитывалось 1252 жителя.

### Район Владимира
Город Владимир, в XX веке приближавшийся к Доброму селу, в итоге поглотил его. Вместе с ещё одним древним селением, Красным, это село стало 20 мая 1950 года частью городской территории.
В 1950-е годы в районе кирпичного завода появились двухэтажные кирпичные дома. В 1959 году по Добросельской улице (так в память о селе стали называться его бывшая Московская улица и часть Горьковского шоссе) была проведена троллейбусная линия. В 1960-е появились пятиэтажные хрущёвки, а в 1973 году здесь выросла первая девятиэтажка. В районе, рассчитанном на 100 тысяч жителей, были построены школы и детские сады, библиотека, больничный городок, кинотеатр, узел связи, разбит парк культуры и отдыха.
На сегодняшний день Доброе является одним из наиболее динамично развивающихся районов города. Здесь продолжается массовое жилищное строительство, появились самые крупные в городе кинокомплекс «РусьКино» и торговый комплекс «Глобус», спортивный центр «Молодёжный». Осваивается территория, расположенная за объездной дорогой — федеральной трассой М7 «Волга», именуемой в народе «пекинкой».
О старинном селе ныне напоминает ансамбль Константино-Еленинской церкви, деревянные домики чётной стороны Добросельской улицы, живописные сады, спускающиеся к Клязьме.